# إيفون بليك
إيفون بليك (بالإنجليزية: Yvonne Blake؛ بالإسبانية: Yvonne Blake) هي مصممة أزياء تقليدية إسبانية وبريطانية، ولدت في 17 أبريل 1940 في مانشستر في المملكة المتحدة، وتوفيت في 17 يوليو 2018 في مدريد في إسبانيا بسبب سكتة.

## وصلات خارجية
- إيفون بليك على موقع IMDb (الإنجليزية)
- إيفون بليك على موقع ألو سيني (الفرنسية)
- إيفون بليك على موقع أول موفي (الإنجليزية)
- إيفون بليك على موقع قاعدة بيانات الأفلام السويدية (السويدية)
- إيفون بليك على موقع قاعدة بيانات الفيلم (الإنجليزية)
- إيفون بليك على موقع كينوبويسك (الروسية)